# Winston-Salem Open 2018
Winston-Salem Open 2018 — тенісний турнір, що проходив на кортах з твердим покриттям у місті Вінстон-Сейлем, США з 20 серпня. Належав до категорії ATP World Tour 250.

## Фінальна частина

### Одиночний розряд
Данило Медведєв —  Стів Джонсон 6–4, 6–4

### Парний розряд
Жан-Жульєн Роєр /  Горія Текеу —  Джеймс Серретані /  Леандер Паес 6–4, 6–2